# Imma Tataranni - Sostituto procuratore
Imma Tataranni - Sostituto procuratore è una serie televisiva italiana ambientata a Matera e circondario, liberamente tratta dai cinque romanzi di Mariolina Venezia aventi per protagonista l'omonimo personaggio.
La prima stagione è stata trasmessa in prima visione e in prima serata su Rai 1 dal 22 settembre al 27 ottobre 2019; la seconda (divisa in due parti) dal 26 ottobre al 6 novembre 2021, e dal 27 settembre al 13 ottobre 2022; la terza dal 25 settembre al 16 ottobre 2023; la quarta dal 23 febbraio al 16 marzo 2025.

## Trama
Imma Tataranni è una sostituta procuratrice della Procura della Repubblica di Matera, dotata di una memoria prodigiosa e abituata a risolvere i casi che le vengono affidati con metodi poco ortodossi. Determinata e piena di risorse, Imma non fa sconti a nessuno, né sul luogo di lavoro né in famiglia (dove ha a che fare con un marito dal carattere opposto al suo, Pietro, e una figlia adolescente ribelle, Valentina), tuttavia possiede un lato ironico che di tanto in tanto lascia emergere. Avendo dovuto faticare molto per raggiungere la posizione che occupa, Imma crede tenacemente nei valori della giustizia ed è perciò incorruttibile. Nelle sue indagini attraverso la Basilicata viene affiancata dal timido ed efficiente appuntato, poi maresciallo, Ippazio Calogiuri, col quale instaura un rapporto di grande complicità, e da molti altri personaggi.

## Episodi
| Stagione         | Episodi | Prima TV  |
| ---------------- | ------- | --------- |
| Prima stagione   | 6       | 2019      |
| Seconda stagione | 8       | 2021-2022 |
| Terza stagione   | 4       | 2023      |
| Quarta stagione  | 4       | 2025      |

## Personaggi e interpreti

### Personaggi principali
- Immacolata "Imma" Tataranni (stagioni 1-in corso), interpretata da Vanessa Scalera.
Protagonista della serie. Donna molto forte, testarda, sicura di sé e determinata, sia dentro la sua vita privata sia nel mondo del lavoro, è dedita al suo mestiere in cui mette sempre sia testa sia cuore per scoprire le verità più scomode e impensabili, spesso anche agendo in modo poco ortodosso. Nonostante il suo aspetto eccentrico è un punto di riferimento per i suoi colleghi e sa essere una fonte di sostegno e aiuto per chi la circonda. Imma possiede un fortissimo senso della giustizia e del proprio dovere e nonostante il suo carattere duro, è molto onesta. Essendo una donna ostinata, risoluta ed intraprendente, diretta e senza peli sulla lingua, risulta spesso antipatica e acida ad alcuni colleghi e davanti alla stampa, mentre è temuta e rispettata sia dai suoi collaboratori e dagli indagati stessi. Ha un rapporto altalenante e piuttosto litigioso con sua figlia Valentina, dal suo stesso temperamento, e abbastanza teso con suo marito Pietro, pur tenendo molto all'uomo e mantenendo una sincera complicità con lui. Il loro matrimonio entra spesso in crisi, soprattutto perché Imma comprende suo malgrado di essere attratta dall'agente Calogiuri, il suo braccio destro. L'attrazione e la passione da tempo represse tra i due alla fine esplodono e dopo ciò Imma, complice una momentanea separazione dal marito Pietro, entra in una profonda crisi, poiché troppo confusa emotivamente su tutto ciò che vuole.
- Pietro De Ruggeri (stagioni 1-in corso), interpretato da Massimiliano Gallo.
Marito innamorato e appassionato di Imma e padre amorevole di Valentina. Spesso si ritrova in mezzo alle discussioni tra sua moglie e sua figlia, durante le quali cerca di far trovare alle due un punto di incontro e la stessa cosa avviene tra Imma e sua madre. È molto onesto, disponibile e semplice ed è legato a sua moglie Imma. Lavora come tecnico in Regione, è un appassionato di musica jazz e suona il sassofono.
- Ippazio Calogiuri (stagioni 1-in corso), interpretato da Alessio Lapice.
Giovane maresciallo dei Carabinieri che collabora con Imma durante le indagini, infatti è il suo collega più fidato e viene ritenuto il suo braccio destro o pupillo. Entrambi comprendono un'infatuazione inizialmente non dichiarata l'uno per l'altra, anche se spesso durante alcuni momenti di evidente tensione emotiva e di vulnerabilità, lasciano esternare i loro reciproci sentimenti abbandonandosi a qualche momento intimo e di supporto reciproco. Intraprende una relazione con la collega Jessica, per poi lasciarla duramente dopo aver scoperto la sua bugia riguardo una presunta gravidanza, notizia che lo aveva commosso e reso felice. Entra in coma sul finire della seconda stagione durante una sparatoria dove l'obiettivo era Romaniello. Si risveglia all'inizio della terza stagione e viene a sapere di aver subìto a seguito del trauma, un'amnesia. Uomo determinato, forte e sincero, spesso impacciato e timido, è dedito al suo lavoro e si impegna affinché la sua passione per Imma non comprometta il loro operato e la stabilità nella procura. Tuttavia, alla fine non riesce più a nascondere e a reprimere questo sentimento proibito, tanto da arrivare a voler rinunciare a tutto proponendo alla sua superiore Imma una fuga per ricominciare da capo insieme.
- Diana De Santis (stagioni 1-in corso), interpretata da Barbara Ronchi.
Cancelliera assistente di Imma e sua grande amica di vecchia data. Gentile, impacciata e solidale, è molto diversa a livello caratteriale dalla protagonista, ma nonostante queste diversità, le due donne sono davvero legate, si rispettano e si aiutano sempre. Diana prova una grande stima per Imma e ammira il suo coraggio. Rimane vicino ad Imma durante un momento particolarmente difficile e duro nella vita della sua amica.
- Dottor Taccardi (stagioni 1-in corso), interpretato da Carlo De Ruggieri.
Medico legale dai referti impeccabili. È di poche parole e un fine osservatore, oltre che dotato di un forte sarcasmo. Ha uno sguardo vagamente indolente che nasconde dietro buffi occhiali dalle doppie lenti. Non manca in alcune situazioni di fare ironia amara sulla vita, e se ha come interlocutrice Imma i suoi commenti diventano ancora più provocatori.
- Alessandro Vitali (stagioni 1-in corso), interpretato da Carlo Buccirosso.
Capo della Procura, originario di Napoli, tiene in bella mostra sulla scrivania una statuetta di Pulcinella che tratta come una reliquia. Regge la Procura con maniacale attenzione alle forme e alle regole, anche se lui stesso a volte vi trasgredisce. Spesso deve rincorrere Imma nei corridoi del Palazzo di giustizia per avere aggiornamenti sui casi che le ha assegnato. È stato trasferito da Napoli a Matera con la scusa dell'anzianità perché con le sue inchieste aveva pestato i piedi a persone molto in alto.
- Jessica Matarazzo (stagioni 1-in corso), interpretata da Ester Pantano.
Poliziotta giudiziaria originaria di Catania, dove ha vinto un concorso di bellezza. Si innamora di Calogiuri, col quale avvia una relazione che termina bruscamente quando lei gli confessa di aver finto una gravidanza pur di tenerlo legato a sé. In seguito, ritenendo di non avere un carattere abbastanza forte per questo tipo di lavoro, rassegna le dimissioni e decide di tornare al proprio paese natale.
- Valentina De Ruggeri (stagioni 1-in corso), interpretata da Alice Azzariti.
Figlia adolescente e ribelle di Imma e Pietro, spesso in competizione con la madre ed è tanto legata al padre e alla nonna materna. Possiede un carattere piuttosto simile a quello della madre Imma, infatti è molto ostinata, fiera e orgogliosa, ma sa essere anche solidale, amichevole e affettuosa nei confronti di chi la circonda in particolare verso gli amici e la nonna Brunella. Si fidanza all'inizio con Samuel ma deve separarsene in due occasioni: la prima quando lui va in Piemonte per frequentare un corso di formazione professionale da chef, la seconda dopo che, tornato a Matera, viene sottoposto al programma di protezione testimoni per aver fotografato di nascosto il boss latitante dei Mazzocca. Successivamente Valentina, insieme all'amico Gabriele, inizia a fare volontariato presso una ONLUS insegnando l'italiano. Per un po' frequenta la facoltà di lingue a Napoli ma, non trovandosi bene e venendo sempre bocciata agli esami, decide di lasciar perdere per tornare a Matera. Alla fine capisce un'imminente separazione tra i suoni genitori e questo, oltre a sconvolgerla molto, la fa litigare aspramente con la madre.

### Personaggi secondari
- Maria Moliterni (stagioni 1-in corso), interpretata da Monica Dugo.
Responsabile del Registro Generale, l'archivio della Procura, è l'impunibile per eccellenza: in quanto moglie del prefetto può permettersi di entrare e uscire dall'ufficio quando vuole, e prende il suo lavoro con una certa leggerezza, senza troppa fretta nel consegnare i fascicoli che servono per le indagini.
- Brunella Tataranni (stagioni 1-in corso), interpretata da Lucia Zotti.
Madre di Imma, rimasta prematuramente vedova, è colpita da demenza senile e talvolta si lancia in discorsi bizzarri. La figlia la va a trovare spesso a casa sua ma, dopo averla portata per un breve periodo in una casa di riposo, decide di prenderla con sé.
- Filomena De Ruggeri (stagioni 1-in corso), interpretata da Dora Romano.
Madre di Pietro ed ex insegnante di liceo, è una donna dai modi affettati e formali, praticamente l'antitesi di Imma. Vede nella nipote Valentina la speranza di affermazione sociale che suo figlio (che ritiene essere stato trasformato in un "cagnolino servizievole" dalla nuora) ha disatteso.
- Pino Zazza (stagioni 1-in corso), interpretato da Giuseppe Ragone.
Giornalista che lavora per Lucania News.
- Capozza (stagioni 1-in corso), interpretato da Gianni Lillo.
Carabiniere che collabora con la Tataranni.
- Padre di Pietro (stagioni 1-in corso), interpretato da Antonio Montemurro.
- Domenico La Macchia (stagioni 1-in corso), interpretato da Nando Irene.
Maresciallo dei Carabinieri.
- Saverio Romaniello (stagioni 1-in corso), interpretato da Cesare Bocci.
Presidente di una ONLUS a cui fa capo un'azienda agricola di Scanzano Jonico.
- Giulio Bruno (stagioni 1-2), interpretato da Pier Giorgio Bellocchio.
Architetto colluso.
- Emanuele "Manolo" Pentasuglia (stagioni 1-2), interpretato da Paolo Sassanelli.
Istruttore di yoga.
- Luigi Lombardi (stagioni 1-2), interpretato da Francesco Foti. 
 Presidente di Regione.
- Samuel (stagioni 1-2), interpretato da Andrea Santacroce.
Ragazzo aiutato da Don Mariano a costruirsi una vita, dà una mano al sacerdote a svelare la rete affaristica dietro il progetto de Il giardino. Dopo aver frequentato per un po' l'Accademia Piemontese di Alta Cucina (alla quale era stato iscritto a sua insaputa da Don Mariano) e aver fatto l'aiuto cuoco, torna a Matera e si fidanza con Valentina, con la quale già si frequentava. Qualche tempo dopo però è costretto a separarsene nuovamente quando, per non rendere inutili gli sforzi fatti da lui e Don Mariano, decide di scattare di nascosto delle fotografie al boss latitante dei Mazzocca facendosi scoprire accidentalmente: per questo motivo viene sottoposto al programma di protezione testimoni.
- Don Mariano Licinio (stagione 1), interpretato da Antonio Gerardi.
Sacerdote molto impegnato nel sociale. Si batte in particolar modo contro l'interramento di rifiuti tossici e scorie radioattive che sono la causa di numerosi tumori, e per questo motivo verrà assassinato dalla mafia.
- Laura Bartolini (stagione 2), interpretata da Martina Catuzzi.
Carabiniera arrivata da Parma; insieme a Calogiuri e Matarazzo collabora con Tataranni.
- Agenore Mazzocca (stagione 2), interpretato da Gigio Morra.
Boss latitante della cosca 'ndranghetista dei Mazzocca, è uno dei criminali più ricercati e pericolosi d'Italia. Verrà fatto arrestare grazie a Romaniello unicamente in cambio della propria scarcerazione.
- Gabriele Vitali (stagioni 2-3), interpretato da Marcos Vinicius Piacentini.
Figlio maggiore adottivo di Vitali, è molto amico di Valentina, con la quale si fidanza dopo l'allontanamento di Samuel per poi lasciarsi alla fine della terza stagione.
- Salvatore Tricarico (stagione 3-in corso), interpretato da Andrea Di Casa.
Cugino di Imma che viene chiamato ad occuparsi della madre di lei.
- Vasco Parisi (stagione 4), interpretato da Tommaso Ragno.
Scrittore e amico di Pietro.

## Produzione
Le riprese della prima stagione sono iniziate il 6 novembre 2018 e sono state effettuate, principalmente, tra Matera e Metaponto. Tra le altre location vi sono la città di Ginosa, la frazione Serra Marina di Bernalda, i calanchi di Montalbano Jonico, il porto turistico di Policoro, La Martella e la diga di Monte Cotugno di Senise. Le scene finali e molti interni, come l'ufficio della protagonista, sono stati girati a Roma.
Pochi giorni dopo la fine della trasmissione, è stato annunciato il rinnovo per una seconda stagione. Oltre a Matera e provincia (Montescaglioso, Irsina e Alianello), le riprese della seconda stagione si sono svolte nella Val d'Agri, tra i comuni di Marsicovetere, Marsico Nuovo, Viggiano e Abriola, in particolare la zona naturalistica del parco nazionale dell'Appennino Lucano.
Prima ancora del termine della seconda stagione è stato annunciato il rinnovo per una terza, le cui riprese prendono il via a inizio 2023 negli studi di Roma per gli interni per poi proseguire a Matera in primavera. Nel corso della conferenza stampa di presentazione della terza stagione, la direttrice di Rai Fiction Maria Pia Ammirati conferma il rinnovo per una quarta stagione le cui riprese vengono effettuate tra agosto e dicembre del 2024.
Al termine della quarta stagione, è stata confermata la quinta ed ultima stagione.

## Colonna sonora

### Prima stagione
La colonna sonora della prima stagione, composta da Andrea Farri, è stata pubblicata da Rai Com il 22 settembre 2019.
1. Le avventure di Imma – 2:09
2. Gli amori di Imma – 2:09
3. Imma Tataranni – 1:21
4. Le trappole del passato – 1:56
5. Rione Serra Venerdì – 2:12
6. Imma e Pietro – 2:36
7. Come piante tra i sassi – 1:36
8. La storia sepolta – 2:06
9. Ippazio Calogiuri – 1:34
10. Maltempo – 2:12

### Seconda stagione
La colonna sonora della seconda stagione, sempre composta da Andrea Farri, è stata pubblicata da Rai Com il 26 ottobre 2021. Il brano Perdiamoci è interpretato da Chiara Civello (guest star del terzo episodio), autrice del testo in collaborazione con Farri ed Emanuele Trevi.
1. Un mondo migliore di questo – 2:16
2. Imma Tataranni, pt.2 – 1:27
3. Via del riscatto – 3:05
4. Perdiamoci – 2:57
5. Dai sassi alle stelle – 1:59
6. Il locale di Pietro – 2:08
7. Angelo o diavolo – 3:01
8. Il peso dell'anima – 2:07

### Terza stagione
La colonna sonora della terza stagione, sempre composta da Andrea Farri, è stata pubblicata da Rai Com il 25 settembre 2023. La composizione Ladri di futuro vede la partecipazione del trombettista Fabrizio Bosso.
1. Imma Tataranni 3 – 2:10
2. Ladri di futuro – 3:27
3. Liberaci dal male – 2:46
4. La ricerca della verità – 2:02
5. Sassi amari – 2:08
6. Guarda avanti Calogiuri – 1:30
7. Il prezzo della libertà – 3:06
8. Sara e Pietro – 2:04

### Quarta stagione
La colonna sonora della quarta stagione, sempre composta da Andrea Farri, è stata pubblicata da Rai Com il 23 febbraio 2025.
1. Amori impossibili – 2:00
2. A caccia di Latronico – 2:21
3. Quando finisce un amore – 2:19
4. Imma Tataranni 4 – 1:36
5. Pietro e Marie – 1:39
6. Liberi da catene – 1:42
7. Per sempre è un modo di dire – 2:13
8. Provaci ancora Imma – 1:47

## Riconoscimenti
- Premio Flaiano
  - 2020 – Miglior interpretazione femminile a Vanessa Scalera[19]
- Bubino d'Oro[20]
  - 2024 – Miglior fiction
- Nastri d'argento - Grandi Serie
  - 2025 – Candidatura alla miglior serie TV - Commedia
- Italian Global Series Festival
  - 2025 – Miglior attrice protagonista in una serie drama a Vanessa Scalera[21]
  - 2025 – Candidatura alla miglior sceneggiatura in una serie drama a Filippo Gili, Michele Pellegrini, Pier Paolo Piciarelli, Pierpaolo Pirone, Salvatore De Mola
  - 2025 – Candidatura al miglior attore protagonista in una serie drama a Massimiliano Gallo